# Уэллман, Мэнли Уэйд
Мэнли Уэйд Уэ́ллман (англ. Manly Wade Wellman; 21 мая 1903 — 5 апреля 1986) — известный американский писатель, автор более семидесяти пяти книг различных жанров. Родился и вырос в небольшом городе Каммундонго в Анголе. В детстве Мэнли несколько раз бывал в Лондоне, позднее переехал в США, получил там высшее образование, некоторое время работал в качестве репортёра, но затем в 1930 году оставил это занятие, чтобы стать профессиональным писателем.
В 1930-е и 1940-е годы Уэллман был одним из самых плодовитых авторов, пишущих для популярных литературных журналов, его многочисленные рассказы в самых разнообразных жанрах (ужасы, фэнтези, научная фантастика, детектив, приключения) публиковались в таких легендарных изданий, как «Weird Tales», «Strange Stories», «Wonder Stories», «Unknown» и многих-многих других. Уэллман дважды становился лауреатом Всемирной премии фэнтези.
Мэнли Уэйд Уэллман скончался в 1986 году.
На сегодняшний день лучшие рассказы писателя объединены в сборники «Кому страшен дьявол?» (Who fears the Devil?), «Худшее ещё впереди» (Worse Things Waiting), «Одинокие бдения» (Lonely Vigils) и «В низине» («The Valley So Low»). В 2000-х годах издательство Night Shade Books выпустило под общим названием «Мэнли Уэйд Уэллман: избранное» серию из пяти книг в твёрдом переплёте, в которых собраны все рассказы Уэллмана в жанре фэнтези.